# Agrifacts
Stichting Agrifacts (Staf) is een Nederlandse organisatie die een lobby voert tegen het Nederlandse stikstofbeleid.
De stichting is in 2018 opgericht. Voorzitter was de melkveehouder John Spithoven, die begin mei 2019 zijn functie neerlegde. Jan Cees Vogelaar, adviseur van het bestuur, was tijdelijk waarnemend directeur,  waarna Jaap Haanstra voorzitter werd.
Agrifacts telt een onderzoeker, en drie 'onafhankelijke onderzoeksjournalisten', onder wie Geesje Rotgers, sinds 1 juli 2018 communicatieadviseur van de Producenten Organisatie Varkenshouderij (POV).
Op 20 februari 2020 presenteerde het Mesdagfonds een door Agrifacts uitgevoerd onderzoek over de stikstofcijfers van het Rijksinstituut voor Volksgezondheid en Milieu (RIVM). Die zouden veel te hoog zijn; boeren zouden niet verantwoordelijk zijn voor ruim 45% van de stikstofneerslag in natuurgebieden, maar slechts voor een kwart. Enkele weken later bleken de cijfers van Agrifacts niet te kloppen. Eind juli 2020 voerde Agrifacts een kort geding tegen de 'voermaatregel'. Boeren zouden worden verplicht om minder eiwit aan hun krachtvoer toe te voegen. Agrifacts stelde met succes dat de onderbouwing van de maatregel niet deugde; minder eiwit had maar weinig invloed op de stikstofdoelen.
Op 19 januari 2022 liet Agrifacts haar advocaat een brief schrijven aan D66-politicus Tjeerd de Groot omdat die de stichting op Twitter in verband had gebracht met de 'twijfelbrigade' en nepnieuws. Agrifacts bestempelde dit tot 'uitschelden'. De Groot maakte de brief - waarin hij met rechtsmaatregelen werd gedreigd - openbaar.
Agrifacts wordt gesponsord door drie agro-concerns: zuivelbedrijf Royal A-ware, veevoederbedrijf De Heus, en kalfsvleesproducent VanDrie Group.